# Karol Rodek
Karol Rodek (ur. 1 albo 7 lipca 1927 w Sosnowcu, zm. 12 lutego 2004 w Warszawie) – polski dyplomata, ambasador w Indonezji (1976–1980), konsul generalny w Edynburgu (do 1989).

## Życiorys
Ukończył studia w Wyższej Szkole Nauk Społecznych przy KC PZPR oraz Szkole Głównej Służby Zagranicznej. Od 1948 do 1951 pracował w Ministerstwie Przemysłu. Od 1952 zatrudniony w Ministerstwie Spraw Zagranicznych. W 1956 attaché w Ambasadzie w Rangunie. W latach 1957–1962 attaché w Konsulacie Generalnym w Sztokholmie. W latach 1966–1967 szef delegacji PRL w Międzynarodowej Komisji Nadzoru i Kontroli w Kambodży. Od 1968 do 1972 na stanowisku dyrektora departamentu w MSZ, zaś od 1973 do 1976 wicedyrektora. W latach 1976–1980 ambasador PRL w Indonezji, akredytowany także w Singapurze. Po powrocie doradca ministra w Departamencie II MSZ. Następnie do 1989 konsul generalny PRL w Edynburgu. 

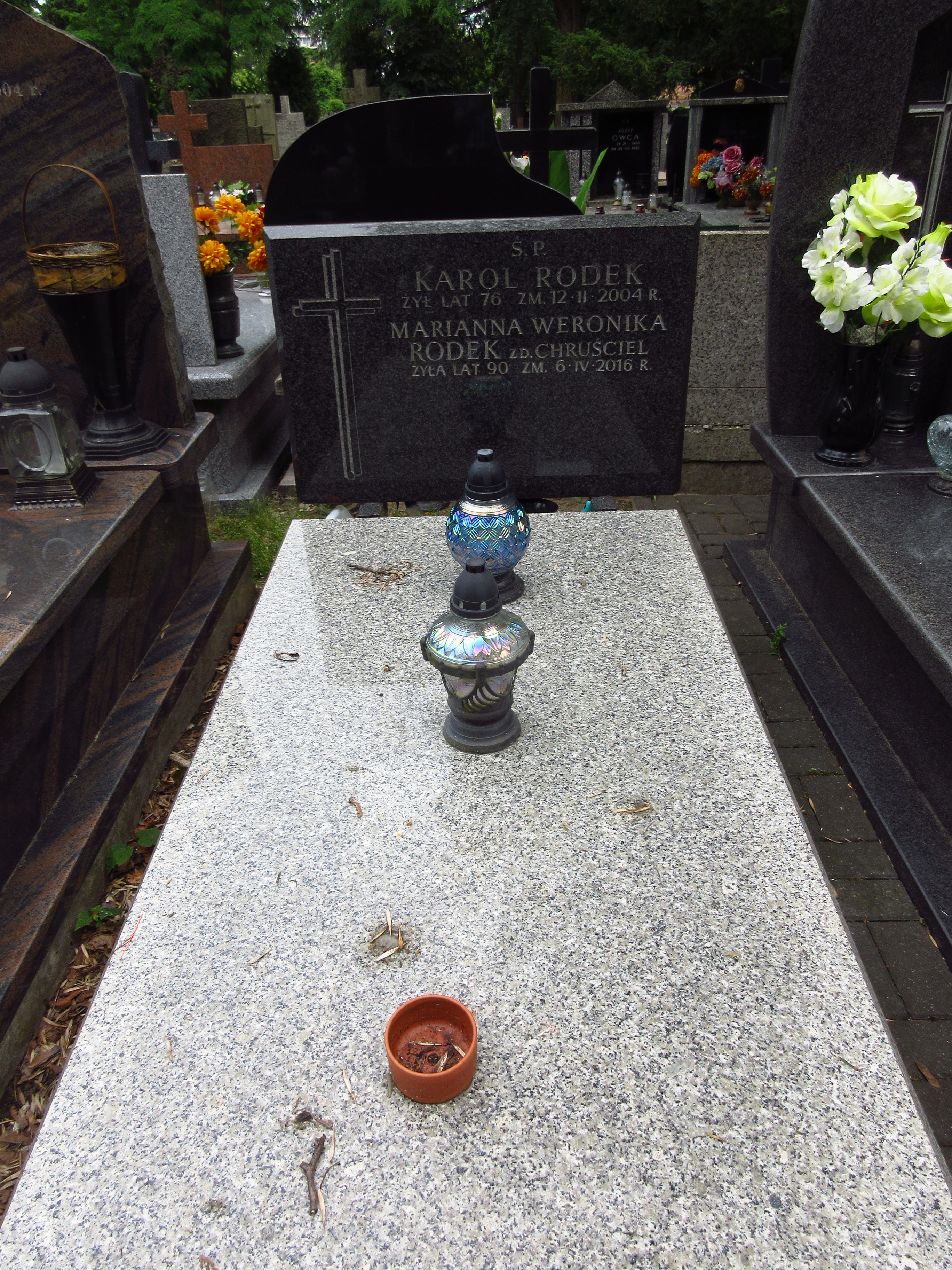
Grób Karola Rodka na Cmentarzu Bródnowskim.

Działacz Stowarzyszenia Przyjaciół Klimontowa. Żonaty, ma jednego syna, Jacka.
Pochowany na cmentarzu Bródnowskim w Warszawie (kwatera 19E-2-30).

## Odznaczenia
- Medal 10-lecia Polski Ludowej (1955)[9]
- Odznaka „Zasłużony dla Miasta Sosnowca” (2004)[10]